# Lobectomía
La lobectomía (del griego lob(o)- "lóbulo" + -ektomíā "extirpación quirúrgica") es la extirpación quirúrgica del lóbulo de un órgano o de una glándula.
No confundir con lobotomía que es la incisión quirúrgica practicada en el lóbulo de un órgano o de una glándula.

## Tipos
Se denominan según el órgano o glándula extirpada:
- Lobectomía cerebral: es la extirpación quirúrgica de un lóbulo cerebral
- Lobectomía hepática o hepatectomía
- Lobectomía pulmonar o neumonectomía
- Lobectomía tiroidea o tiroidectomía. Cuando la ablación es de la mitad de la glándula tiroidea se denomina hemitiroidectomía.